# Ingenieurhochschule Dresden
Die Ingenieurhochschule Dresden (kurz: IHD) war eine Hochschule in Dresden, an der Ingenieure insbesondere in verschiedenen Teilgebieten der Informatik ausgebildet wurden. Ihr erster Vorläufer, die Gewerbeschule Dresden, wurde 1861 gegründet. Daraus gingen 1926 die Technischen Lehranstalten der Stadt Dresden und in der Zeit der DDR mehrfach umbenannte Fach- und Ingenieurschulen hervor. Die Ingenieurhochschule entstand schließlich durch eine Hochschulreform zum 29. April 1969 aus der Ingenieurschule für Maschinenbau und Elektrotechnik Dresden (IFME). Wenige Monate nach der Feier des 125-jährigen Bestehens der Bildungseinrichtung und ihrer Vorgänger wurde die Ingenieurhochschule am 4. Oktober 1986 mit der Technischen Universität (TU) Dresden unter deren Namen vereinigt. Im Lauf ihrer Geschichte diente die Schule ab 1861 nach- bzw. nebeneinander der Ausbildung von Handwerkern, Technikern, Maschinen- und Flugzeugbauingenieuren sowie zuletzt vorwiegend von Informatikern.

## Geschichte

### Gewerbeschule Dresden (1861–1926)

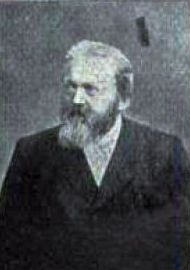
Mitgründer und Leiter der Gewerbeschule Karl Wilhelm Clauß

Infolge der Industriellen Revolution hatten sich die eingesetzten Maschinen so weit verkompliziert, dass deren Bedienung eine technische Ausbildung notwendig machte, weshalb im 19. Jahrhundert spezielle berufsbildende Schulen geschaffen wurden. Der 1834 auf Anregung von Johann Andreas Schubert (1808–1870) gebildete Dresdner Gewerbeverein, in dem sich kleinere Gewerbetreibende organisiert hatten, gründete am 16. April 1861 auf Antrag des Lehrers und Vereinsvorstandsmitglieds Karl Wilhelm Clauß (1829–1894) eine Handwerkerschule, aus der bald die Gewerbeschule Dresden hervorging. Ihren Sitz hatte sie anfangs an der Waisenhausstraße 32a.
Eine bedeutende Rolle für die Lehre spielten die Fächer Geometrisches Zeichen, Physik, Chemie, Technologie und Maschinenlehre. Eine sprachliche Ausbildung erhielten die Schüler im Fach Deutsch, fakultativ auch in Englisch und Französisch. Die geringen Schülerzahlen – im ersten Jahr hatten sich nur zehn Lehrlinge eingeschrieben – führten zu hohen finanziellen Verlusten für den Gewerbeverein, der sich deshalb schon 1862 zur Schließung seiner Bildungseinrichtung entschloss. Clauß entschied sich daraufhin, sie als Privatschule weiterzuführen. Er wandelte sie zudem von einer Tages- in eine Abend- und Sonntagsschule um, was zu steigenden Schülerzahlen führte. Als Clauß am 1. April 1862 die Leitung der Schule übernahm, verlegte er sie an die Große Brüdergasse 13, wo sie Ostern 1863 schließlich wieder eröffnete.
Die sich binnen weniger Jahre vervielfachenden Schülerzahlen ermöglichten einen wirtschaftlichen Betrieb der Schule. Ab Ostern 1866 war die Gewerbeschule in gemieteten Räumen in der Weißen Gasse 4 untergebracht, 1868 konnte auch der Tagesschulbetrieb wieder eingerichtet werden. Von 1870 bis 1874 führte sie vorübergehend wieder der Gewerbeverein, danach war sie erneut Clauß’ Privatschule. Am Michaelistag 1872 zog die Schule aus Platzgründen auf die spätere Maxstraße 9 in der Wilsdruffer Vorstadt um. Hatten in den 1860er und 1870er Jahren noch Schlosser und Maschinenbauer unter den Schülern dominiert, waren es in den 1880er und 1890er Jahren die Baugewerke und um die Jahrhundertwende die metallverarbeitenden Berufe. Zu den Unterrichtsfächern hatten sich in der Zwischenzeit unter anderem Mechanik, Werkstoffkunde und Elektrizitätslehre hinzugesellt. Im Jahr 1894 waren 1211 Schüler eingeschrieben und es gab 31 hauptamtliche Lehrkräfte. Die Schule stand im fruchtbaren fachlichen Austausch mit dem Gewerbeverein, der städtischen Kunstgewerbeschule und anderen deutschen, vereinzelt auch ausländischen Gewerbeschulen.
Clauß blieb bis zu seinem Tod 1894 Direktor. Er hatte verfügt, dass die Schule danach an die Stadt Dresden fällt. Folglich beschloss der Stadtrat im Januar 1896, die Schule in die Regie der Stadt zu überführen, wodurch sie zur Städtischen Gewerbeschule Dresden wurde. Am 1. April 1896 wurde sie zunächst dem städtischen Gewerbeamt, 1907 dann dem Schulamt unterstellt. Ein Schulneubau an der Dürerstraße 45 in der Johannstadt wurde ab 1899 nach Plänen von Edmund Bräter errichtet und am 9. April 1901 von Oberbürgermeister Otto Beutler eingeweiht. Dennoch griff man aufgrund weiter zunehmender Schülerzahlen nach einigen Jahren wieder zusätzlich auf das Gebäude an der Maxstraße zurück und nutzte außerdem Räume der Volksschule an der Polier-/Ecke Ammonstraße in der Seevorstadt. Im Übrigen gab es an der Gewerbeschule und ihren Nachfolgern traditionell einen hohen Anteil nebenamtlicher Lehrkräfte; zu ihnen gehörte zu Beginn des 20. Jahrhunderts auch Otto Panzner.
Von Oktober 1898 bis 1922 wirkte der Architekt Arnold Kuhnow (1853–1926) als Direktor. Im April 1906 wurde die Schule des Dresdner Frauenbildungsvereins der Gewerbeschule als Schülerinnenabteilung angegliedert. Ab 1908 war auch das Absolvieren von Meisterlehrgängen an der Gewerbeschule möglich. Dies zeigt die steigende Bedeutung der Einrichtung für die Erwachsenenbildung. Der 1914 beginnende Erste Weltkrieg stellte einen Einschnitt für die Schule dar, die binnen weniger Monate einen großen Teil der Lehrkräfte und hunderte Schüler verlor. Erst 1922 erreichten die Schülerzahlen das Vorkriegsniveau. Kuhnows Nachfolger als Direktor wurde zum 1. Januar 1923 Dietrich Steinbrings, unter dessen Leitung die Schule modernisiert wurde und neue Laboratorien und Werkstätten erhielt. Im Jahr 1925 wurde außerdem die Fachgewerbeschule für Klempner, Installateure, Goldschmiede und Graveure eingegliedert.

### Technische Lehranstalten der Stadt Dresden (1926–1952)
Nachdem bereits 1922 die gezielte Ausbildung von Technikern begonnen hatte, erhielt die Schule im Januar 1926 den neuen Namen Technische Lehranstalten der Stadt Dresden. An ihnen wurden in dieser Zeit Maschinenbauer und -schlosser, Elektriker, Mechaniker und Optiker, Schweißer, Werkzeug-, Auto- und Gasschlosser, Technische Zeichner, Maurer, Zimmerer, Dachdecker und Tischler ausgebildet. In Kursen erhielten die Schüler auch Kenntnisse in Fremdsprachen wie Russisch und Spanisch. In den 1920er Jahren gab es 48 haupt- und 56 nebenamtliche Lehrer an der Schule.
Als die Schülerzahlen im Jahr 1926 mit 2494 eine neue Rekordmarke erreicht hatten, schien die Zeit reif für die Erweiterung des Schulgeländes um einen großzügigen Neubau. Bereits 1913 existierten erste Pläne, die Schule auf das komplette Geviert zwischen Dürer-, Marschner-, Gerok- und Elisenstraße (heute Hans-Grundig-Straße) auszudehnen. Am 30. Juni 1927 wurde ein Bauplatz an der damaligen Elisenstraße eingezäunt, der sich unmittelbar nordöstlich des Schulgebäudes Dürerstraße befand. Am 25. Januar 1930 wurde der Neubau feierlich eingeweiht. In ihm waren mehrere Werkstätten und Versuchsräume sowie zehn Klassenzimmer, drei Zeichen- und zwei Hörsäle untergebracht.
Die Technischen Lehranstalten gliederten sich damals in eine Gewerbeschule, in eine 1922 geschaffene Technische Mittelschule („Temi“) und in die 1928 gegründete und am 5. Dezember 1929 offiziell anerkannte Höhere Maschinenbauschule („Höma“). Die einstige Handwerker- hatte sich damit zu einer Techniker- und Ingenieurschule entwickelt; die ersten Ingenieure schlossen ihre Ausbildung an den Technischen Lehranstalten am 30. September 1929 ab, die erste Ingenieurin im Jahr 1936. Im Angebot waren zunächst die Fachrichtungen Maschinen- und Betriebsingenieurwesen, später kamen Konstruktions-, Automobil- und Flugzeugbauingenieure hinzu. In den Jahren 1935 und 1936 eröffneten im 1930 eingeweihten Erweiterungsbau fünf Labore: die Schweißtechnische Lehr- und Versuchsanstalt, ein Betriebstechnisches Laboratorium, ein Röntgen-Laboratorium für zerstörungsfreie Materialuntersuchung, ein Strömungslaboratorium mit Windkanal sowie ein Gas- und Luftschutzlaboratorium.
In der Zeit des Nationalsozialismus von 1933 bis 1945 blieb es bei diesem Ausbildungsprofil. Allerdings ließen sinkende Schülerzahlen, die Entlassung politisch missliebiger Lehrer und Angestellter sowie die Aufgabe weiterer Neubaupläne wegen Geld- und Materialmangels die Entwicklung der ab Ostern 1939 vorübergehend als Städtische Ingenieurschule Dresden bezeichneten Einrichtung stagnieren. Britische und US-amerikanische Bomberverbände zerstörten im Zuge der Luftangriffe auf Dresden im Februar 1945 auch einen Großteil der Technischen Lehranstalten. Weitere Schäden verursachte ein Feuer nach Brandstiftung im Gebäude an der heutigen Hans-Grundig-Straße am 12. Mai 1945. Schon im Folgemonat waren jedoch sieben Räume wiederhergestellt, dennoch dauerten die Enttrümmerungsarbeiten durch Angestellte und Studenten, aber auch außerschulische Arbeiter, bis in den August 1945 an. Am 6. September 1945 befahl die Sowjetische Militäradministration (SMAD) die Wiederaufnahme des Unterrichts, der schließlich am 2. Oktober vor 338 Studenten begann.
Während die Technikerausbildung weiterlief, war die Ausbildung der Ingenieure vom 14. Januar 1946 bis 30. Oktober 1947 unterbrochen, da man ihnen „nazistische Umtriebe“ nachsagte. Im März 1948 verließen die ersten Nachkriegsabsolventen die Technischen Lehranstalten. Diese gliederten sich in jenem Jahr in die Ingenieurschule mit den fünf Abteilungen Maschinenbau, Elektrotechnik, Feinmechanik, Vermessungswesen und Chemie sowie in die Technikerschule mit den vier Abteilungen Maschinenbau, Elektrotechnik, Feinmechanik und Chemotechnik. Zum 1. Januar 1947 endete die städtische Trägerschaft; die sächsische Landesregierung besaß die Hoheitsrechte über die Schule, bis ab dem 1. Juni 1950 die Geschäfte zentral von Ost-Berlin aus geregelt wurden. Im Wintersemester 1949/50 gab es 446 Studenten. Die Wiederherstellung des Gebäudes an der Hans-Grundig-Straße war 1948 beendet. Von 1950 bis 1952 entstanden die Maschinenhalle, ein Heizhaus und der Verbindungsbau zwischen den Gebäuden an der Dürer- und der Hans-Grundig-Straße.

### Fach- und Ingenieurschulen (1952–1969)
Im Jahr 1952 wurden die Technischen Lehranstalten in Fachschule für Maschinenbau, Elektrotechnik und Feinmechanik Dresden umbenannt. Damals kam die Fachrichtung Chemie von der Fachschule Köthen hinzu, wogegen sich die Fachrichtung Vermessungstechnik zu einer Fachschule für Geodäsie verselbständigte. In der Folgezeit kam es zu weiteren Umbenennungen; so hieß die Einrichtung ab 1953 Fachschule für Schwermaschinenbau, Elektrotechnik und Feinmechanik Dresden, ab 1955 Fachschule für Leichtbau Dresden und ab 1956 Ingenieurschule für Flugzeugbau Dresden. Unterstellt war sie dem Staatssekretariat für Hoch- und Fachschulwesen, später dem daraus hervorgegangenen Ministerium für Hoch- und Fachschulwesen.

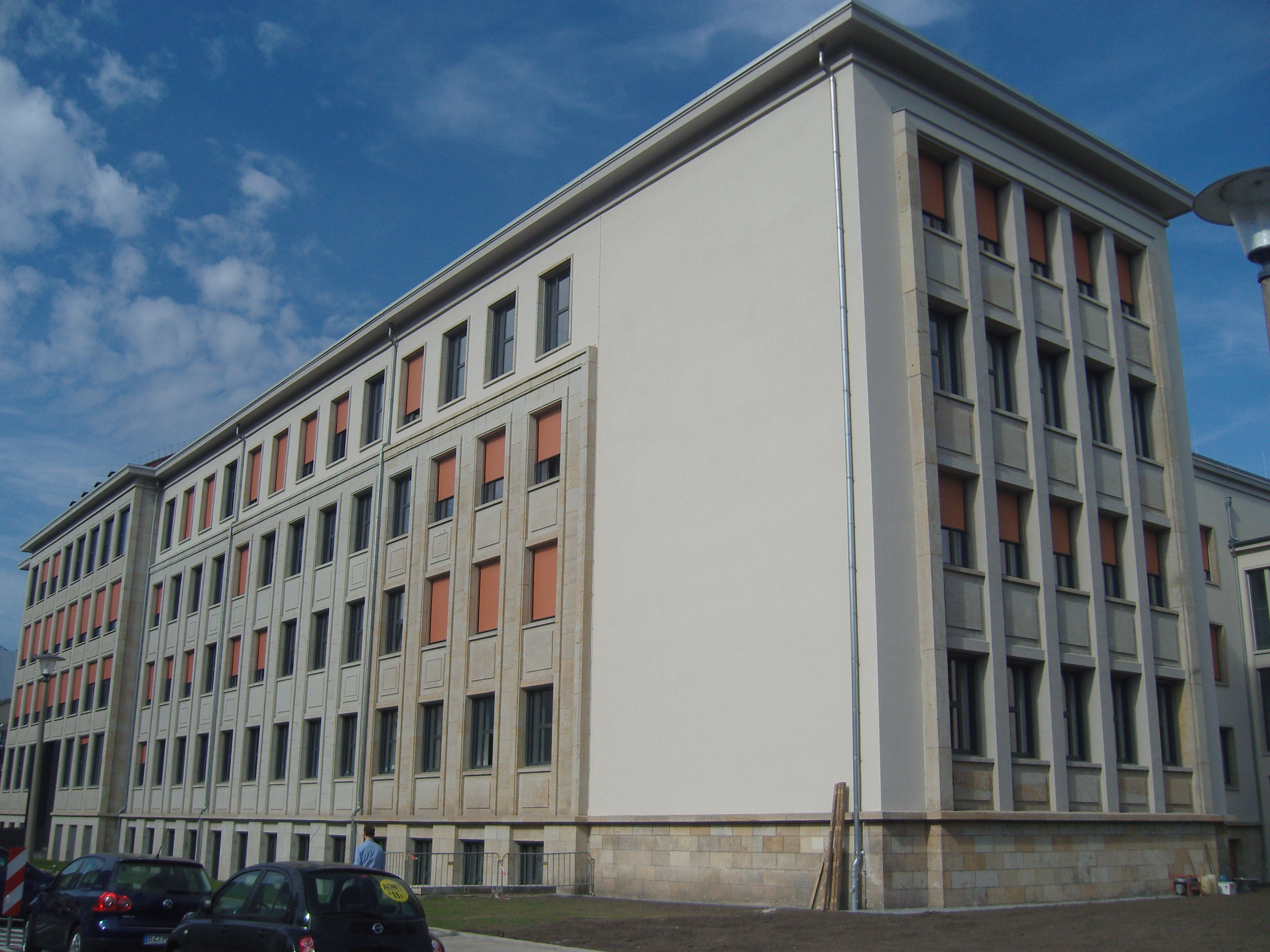
1957/58 errichtetes Gebäude der Ingenieurhochschule Dresden an der Dürerstraße (bis 1986, heute Sitz der Staatlichen Studienakademie Dresden und der Evangelischen Hochschule Dresden)

Damit einher ging auch eine Profiländerung: Neuer Ausbildungsschwerpunkt war der Flugzeugbau. Am Flughafen Dresden-Klotzsche befand sich von 1955 bis 1961 der VEB Flugzeugwerke Dresden, seit 1958 der Kernbetrieb der VVB Flugzeugbau und damit das Zentrum der Luftfahrtindustrie in der DDR. Dafür war die Ausbildung in den vier Fachrichtungen Triebwerksbau, Zellenbau, Gerätebau und Technologie des Flugzeugbaus notwendig. Mit dem Ende der DDR-Luftfahrtindustrie 1961, das seine Schatten auch auf die 100-Jahr-Feier der Bildungseinrichtung am 17. April 1961 warf, kam für die Flugzeugbau-Ingenieursausbildung das Aus. Dennoch hatte die Qualität der Ausbildung an der Ingenieurschule nicht zuletzt wegen der hohen Anforderungen im Flugzeugbau zugenommen, auch die Lehrmittelausrüstung wurde vervollkommnet. Zudem entstanden in dieser Zeit neue Gebäude, insbesondere 1957/58 der Neubau an der Dürerstraße anstelle des kriegszerstörten Vorgängerbaus aus dem Jahr 1901, dessen Ruine 1949 gesprengt worden war. Zu den Dozenten, die an der Ingenieurschule für Flugzeugbau lehrten, gehörte unter anderem der spätere Volkskammerabgeordnete Hans-Dietrich Möller.
Im Jahr 1960 kamen die Fachrichtungen Technologie des Maschinenbaus, Elektrische Anlagen und Schaltgeräte sowie Feinwerktechnik zum Ausbildungsprogramm hinzu. An die Stelle der Flugzeugbau-Ingenieursausbildung traten 1961 bzw. 1963 die Fachrichtungen Technologie der Elektro-Feinwerktechnik, Elektronik und Ingenieurökonomie. Am 1. Februar 1962 wurde die Schule folglich in Ingenieurschule für Maschinenbau und Elektrotechnik Dresden (IFME) umbenannt. Mit dem Aufkommen der Rechnertechnik ergänzten ab 1965 die Studiengänge Elektronische Datenverarbeitungsanlagen und Ingenieurökonomie der Datenverarbeitung das Angebot, 1966 folgte die Fachrichtung Programmierung. An der Ingenieurschule war in dieser Zeit ein kombiniertes Fern- und Direktstudium möglich. Um dem wachsenden Platzbedarf gerecht zu werden, wurde das Gebäude an der Hans-Grundig-Straße 1964/65 um eine Etage aufgestockt. Von 1968 bis 1970 erfolgten zudem die Umbauten des Heizhauses zur Turnhalle und der Maschinenhalle zum Rechenzentrum. Die Ausbildung von Technikern lief 1968 nach mehr als 40 Jahren aus.
Hinsichtlich des Fernstudiums arbeitete die Bildungseinrichtung in den 1960er Jahren mit der Ingenieurschule für Kraft- und Arbeitsmaschinenbau „Rudolf Diesel“ Meißen und 20 weiteren Ingenieurschulen aus der gesamten DDR zusammen. Zu mehreren Fachhochschulen in sozialistischen Bruderländern pflegte die IFME Partnerschaften, darunter jene in Uherské Hradiště (Ungarisch Hradisch, Tschechoslowakei, seit 1958), Wrocław-Psie Pole (Breslau-Hundsfeld, Polen, seit 1959) und Budapest-Csepel (Budapest-Tschepele, Ungarn, seit 1964). Zudem unterhielt die Ingenieurschule rund 30 Außenstellen in Betrieben vorwiegend im Bezirk Dresden, darunter die VEB Sachsenwerk, Mikromat, Rafena, Pentacon, Plastmaschinenwerk Freital und Chemische Werke Radebeul.

### Ingenieurhochschule Dresden (1969–1986)

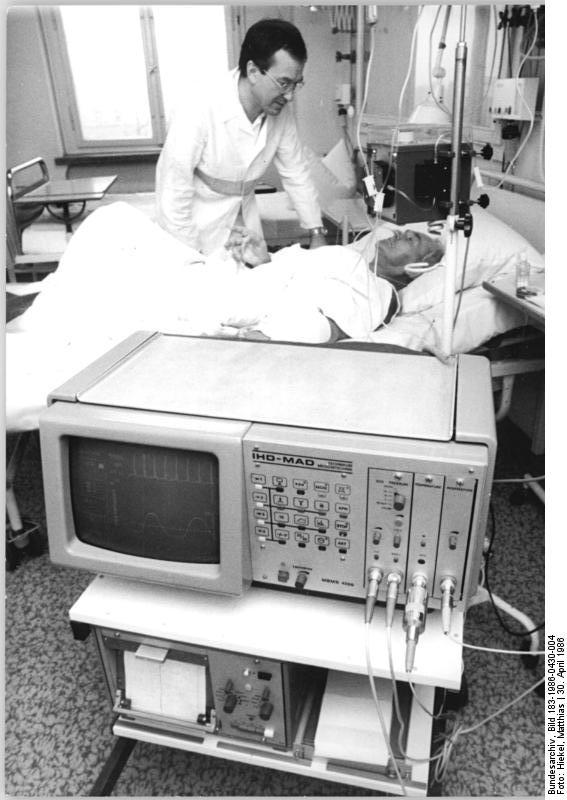
1986: Für die Betreuung von Patienten stellte ein Jugendforscherkollektiv der IHD und der Medizinischen Akademie Dresden mikrorechnergestützte Monitorsysteme (MBMS 4000) her.

Im Februar 1967 hatte die SED auf ihrer IV. Hochschulkonferenz über Veränderungen im Hochschulwesen beraten. Daraufhin beschlossen das ZK der SED und der Ministerrat der DDR 1968 die Gründung von Ingenieurhochschulen. Als erste neue technische Hochschule dieser Art bildete man am 29. April 1969 aus der IFME die Ingenieurhochschule Dresden (IHD), deren neue Schwerpunkte die Informationsverarbeitung und -technik war. Den Ausschlag für diese Umwandlung gaben die hohe Konzentration der Elektronikindustrie und Datenverarbeitung im Raum Dresden sowie der hohe Entwicklungsstand der Ingenieurschule. Im Jahr 1969 verzeichneten allein die drei 1965/66 etablierten Informatikfachrichtungen mehr als 1000 Studenten. Sie und die anderen Studiengänge wurden in die Fachschulabteilung der Ingenieurhochschule übernommen; nachdem die Ingenieur- bzw. Fachschüler ihr Studium abgeschlossen hatten, löste sich die Abteilung auf.
Bereits am 1. September 1968 hatten noch an der IFME die ersten 82 Studenten ihr Hochschulstudium aufgenommen. Die beiden Gründungssektionen der Ingenieurhochschule waren die Sektion Systemtechnik der Datenverarbeitung und die Sektion Informationselektronik. Die Ausbildung im Studiengang Informationsverarbeitung hatte anfangs eine Regelstudienzeit von sieben Semestern und schloss mit dem Prädikat Hochschul-Ingenieur ab; 1972 erfolgten die Erweiterung auf acht Semester und der Übergang zum Abschluss Diplom-Ingenieur. Daneben existierten Studiengänge in der Informationstechnik und in der elektronisch-biomedizinischen Gerätetechnik. Damit waren Lehre und Forschung auf dem Gebiet der Informatik wesentlich ausgebaut worden, parallel ging man ihnen allerdings auch an der nahen TU Dresden nach.
Das Rechenzentrum wurde zum ersten Ausbildungsrechenzentrum des Hochschulwesens der DDR umgestaltet. Gemeinsam mit der Medizinischen Akademie „Carl Gustav Carus“ schuf die Ingenieurhochschule das Technikum Medizintechnik. Ein Forschungskollektiv dieser beiden Hochschulen erhielt für seine besonderen Leistungen 1982 den Rudolf-Virchow-Preis. Über Komplexverträge unterhielt die Ingenieurhochschule außerdem enge Bindungen u. a. zum Kombinat Robotron Dresden und zum Kombinat Carl Zeiss Jena. Mit dem Leningrader Elektrotechnischen Institut (LETI) im heutigen Sankt Petersburg verband die Ingenieurhochschule Dresden von 1970 bis 1985 eine Partnerschaft, die u. a. in wechselseitigen Lehrer- und Studentenaustauschen zum Ausdruck kam.
Die Hochschule war ab dem 1. Februar 1980 mit dem Promotionsrecht ausgestattet; anstehende Promotionen bedurften einer ministeriellen Genehmigung. Gründungsrektor der Ingenieurhochschule Dresden war Eberhard Buzmann. Ihm folgte am 1. Oktober 1975 Erich Trzeba. Als dritter und letzter Rektor der IHD fungierte ab dem 2. Oktober 1984 Horst Tzschoppe.

### Weiterentwicklung als Teil der TU Dresden (seit 1986)
Am 4. Oktober 1986 wurde die Ingenieurhochschule Dresden mit der Technischen Universität Dresden vereinigt, um die Ausbildung von Informatikern in Dresden an einem Standort zu konzentrieren. Die beiden gleichnamigen Sektionen Informationsverarbeitung der zwei beteiligten Hochschulen überführte man in ein neugebildetes Informatik-Zentrum des Hochschulwesens mit Horst Tzschoppe als Direktor an der Spitze. Mit 400 bis 500 immatrikulierten Direkt- und Fernstudenten pro Jahr war dieses Zentrum, dessen Sitz sich nach wie vor an der Dürerstraße befand, die größte akademische Ausbildungsstätte für Informatiker in der DDR. Die daraus hervorgegangene Informatik-Fakultät der TU Dresden nutzte die Räumlichkeiten noch bis 2006, als sie in einen Neubau an der Nöthnitzer Straße umzog. Die Gebäude der früheren Ingenieurhochschule wurden von 2007 bis 2011 saniert; heute sind sie Sitz der Staatlichen Studienakademie Dresden und der Evangelischen Hochschule Dresden. Der erhaltene Aktenbestand der Ingenieurhochschule und ihrer Vorgänger befindet sich größtenteils im Universitätsarchiv der Technischen Universität Dresden.

## Direktoren/Rektoren
| Einrichtung | Zeitraum  | Name                           |
| --- | --------- | ------------------------------ |
| Gewerbeschule | 1861–1862 | Moritz Michael Schmerbauch     |
| | 1862–1894 | Karl Wilhelm Clauß (1829–1894) |
| | 1895–1898 | Emil Beil                      |
| | 1898      | Hermann Nitzsche               |
| | 1898–1922 | Arnold Kuhnow (1853–1926)      |
| Gewerbeschule Technische Lehranstalten der Stadt Dresden | 1923–1933 | Dietrich Wilhelm Steinbrings   |
| Technische Lehranstalten der Stadt Dresden | 1933–1945 | Wilhelm Heinke                 |
| | 1945–1948 | Hans Lohmann                   |
| | 1948–1951 | Erich Rieger                   |
| Technische Lehranstalten der Stadt Dresden Fachschule für Maschinenbau, Elektrotechnik und Feinmechanik Fachschule für Schwermaschinenbau, Elektrotechnik und Feinmechanik Fachschule für Leichtbau Ingenieurschule für Flugzeugbau Dresden | 1952–1957 | Helmut Semrad                  |
| Ingenieurschule für Flugzeugbau Dresden Ingenieurschule für Maschinenbau und Elektrotechnik | 1958–1969 | Willy Schulz (1924–2016)       |
| Ingenieurhochschule | 1969–1975 | Eberhard Buzmann (1930–1985)   |
| | 1975–1984 | Erich Trzeba                   |
| | 1984–1986 | Horst Tzschoppe                |

## Schüler und Studenten
| Einrichtung                                         | Jahr | Anzahl |
| --------------------------------------------------- | ---- | ------ |
| Gewerbeschule                                       | 1861 | 0010   |
|                                                     | 1863 | 0023   |
|                                                     | 1864 | 0078   |
|                                                     | 1866 | 0123   |
|                                                     | 1868 | 0154   |
|                                                     | 1869 | 0206   |
|                                                     | 1873 | 0471   |
|                                                     | 1893 | 1017   |
|                                                     | 1894 | 1211   |
|                                                     | 1910 | 1490   |
|                                                     | 1914 | 2094   |
|                                                     | 1915 | 1400   |
| Technische Lehranstalten der Stadt Dresden          | 1926 | 2494   |
|                                                     | 1945 | 0338   |
| Ingenieurschule für Flugzeugbau                     | 1958 | 0971   |
| Ingenieurschule für Maschinenbau und Elektrotechnik | 1968 | 2610   |

Zu Beginn ihrer Existenz im Jahr 1861 hatte die Handwerkerschule zehn Lehrlinge. Vier Jahre später verzeichnete die Gewerbeschule mehr als 100 Schüler, im Jahr 1893 sogar erstmals über 1000. Bis 1914 stieg die Schülerzahl auf mehr als 2000 an, dann brach sie wegen des Ersten Weltkriegs um hunderte Schüler ein und erreichte erst 1922 wieder das Vorkriegsniveau. In der Zeit der Umbenennung in Technische Lehranstalten der Stadt Dresden lernten rund 2500 Schüler an der Einrichtung.
Der Zweite Weltkrieg stellte den gravierendsten Einschnitt in der Schulgeschichte dar; der Unterricht begann im Oktober 1945 vor 338 Schülern. Erst während der 1960er Jahre gab es an der Ingenieurschule für Maschinenbau und Elektrotechnik ähnlich viele Schüler wie an den Technischen Lehranstalten der Zwischenkriegszeit. Für die Studenten wurde 1970/71 ein Wohnheim an der Gerokstraße errichtet, zuvor hatte u. a. das Berggasthaus „Zum Pfeiffer“ in Radebeul als Internat gedient.
Zu den ehemaligen Schülern der Ingenieurhochschule bzw. ihrer Vorgängereinrichtungen gehören:
- Karl Emil Scherz (1860–1945), Architekt und Ortschronist von Blasewitz
- Richard Schleinitz (1861–1916), Architekt, Baurat und Dresdner Hochschullehrer
- Ernst Noack (1861–1925), Architekt, Hofzimmermeister und Landespolitiker
- Emil Demmig (1865–1941), Architekt und Mitglied des Reichstags
- Kurt Bärbig (1889–1968), Architekt
- Albert Patitz (1906–1978), Architekt
- Rudolf Eckert (1911–1952), Politiker (SPD/SED) und Gewerkschafter
- Eberhard Päßler (1918–1979), Ingenieur und Unternehmer
- Heinz Glaser (1920–1978), Politiker (KPD/SED)
- Heinz Töpfer (1930–2009), Ingenieur und Automatisierungsprofessor
- Volker Oppitz (* 1931), Finanzmathematiker, Ökonom und Sportfunktionär
- Dominik Surek (1933–2016), Ingenieur und Maschinenbauprofessor
- Manfred Schöneberg (* 1946), Schachspieler und Informatiker
- Uta Windisch (* 1949), Politikerin (CDU), Mitglied des Sächsischen Landtags
- Rüdiger Weida (* 1951), Bruder Spaghettus der Kirche des Fliegenden Spaghettimonsters, Satiriker und Aktionskünstler
- Christa Reichard (* 1955), Politikerin (CDU), Mitglied des Bundestages

## Sonstiges
- Nach 1945 hatte die Schule ein Patenkind. Der Junge war seit 1946 Vollwaise und wohnte im nach Plänen von Hans Erlwein errichteten Obdachlosenasyl in Altpieschen.[5]
- Klaus Adam, ehemaliger DDR-Basketballnationalspieler, gehörte von 1970 bis in die 1990er Jahre der Basketballmannschaft der Ingenieurhochschule Dresden an.
- Nachdem sich an der TH Dresden im März 1956 eine Amateurfunk-Clubstation gegründet und die Deutsche Post im Oktober des Jahres den von ihr aufgebauten 80-Meter-Sender abgenommen hatte, gab es spätestens ab den 1970er Jahren an der Ingenieurhochschule Dresden ebenfalls eine Amateurfunk-Clubstation.[6]